# La Pajuelera
Nicolasa Escamilla, «La Pajuelera» (nace en Valdemoro, Madrid) fue una torera y picadora española del siglo XVIII,  mujer pionera dentro de la tauromaquia tanto por la antigüedad como por la destreza demostrada en el manejo de la vara de detener. La primera fecha conocida y documentada sobre la aparición de La Pajuelera en actuaciones taurinas es 1747.
La Pajuelera se enmarca en la categoría de los picadores, dada la importancia de estos respecto al papel de los toreros de a pie a lo largo del siglo XVIII. El torero a caballo figuraba por delante del torero a pie que aún no contaban con toda la relevancia que adquirieron unos años después tras la transformación iniciada por el diestro Joaquín Rodríguez, «Costillares» en el siglo XVIII.

## Controversia sobre la fecha de nacimiento
La fecha de nacimiento de La Pajuelera es motivo de controversia, José María de Cossío en su obra Los toros volumen II (1996) indica como fecha de nacimiento el año 1776 en Valdemoro (Madrid), sin indicar las fuentes de referencia que lo avalen. El año 1776 como el del nacimiento de La Pajuelera no lo recogen otros autores como Sánchez de Neira en su obra Gran diccionario taurómaco (1896) —cambia el apodo pero menciona el nombre real de la torera Nicolasa Escamilla— quien indica Valdemoro como el lugar de origen pero no se refiere al año del nacimiento, en cambio sí menciona 1776 como la fecha de referencia en la cual La Pajuelera ya estaba toreando y cita:

Escamilla, Nicolasa (la Pajolera).—Natural de Valdemoro. Salió á torear en Madrid antes del año de 1776, según afirma un libro manuscrito por D.José Daza, que posee el Sr. Espinosa, vecino de Sevilla.
José Sánchez de Neira

José Delfín Val Sánchez en su obra Lanzas, espadas y lances (1996) recopila información sobre la torera, aportando diferentes datos respaldados todos ellos por referencias; así menciona Valdemoro como el origen de La Pajuelera sin mencionar el año de su nacimiento. Indica 1776 como periodo en el cual La Paljuelera ya estaba toreando y menciona a Sánchez de Neira como fuente. Posteriormente José Delfín Val menciona un escrito del padre Sarmiento de 1762, del que Vargas Ponce se hace eco en Disertaciones sobre las corridas de toros (1807) y menciona en el Apéndice II las obras del padre Sarmiento que ha consultado.
Por último, a modo de conclusión, José Delfín Val menciona un documento en el Archivo General de Palacio conservado por Patrimonio Nacional en él consta que el 8 de agosto de 1748 se celebró un festejo taurino en el que toreó La Pajuelera con Juan de Luna y José Daza, el mismo José Daza (picador y cronista taurino) que cita Sánchez de Neira en su obra como autor del manuscrito propiedad del Sr. Espinosa; en el mismo documento se menciona que la torera ya había actuado un año antes poniendo en entredicho la hipótesis de Cossío de ser 1776 el año de nacimiento de La Pajuelera al existir fuentes que avalan su presencia como torera antes de 1776, concretamente en 1747 y 1748.

## Trayectoria
La Pajuelera fue la torera más importante entre las mujeres toreras del siglo XVIII. En su juventud vendía pajuelas de azufre o alguaquidas —mecha o cuerda que arde recubierta de azufre conocida como pajuela— oficio del que tomó su apodo según indica el padre Martín Sarmiento consta en un documento manuscrito conservado en la Real Academia de la Historia.. 
Actuó en Salamanca el  8 de agosto de 1748 en un festejo celebrado por la Sala de Alcaldes de Corte en el que fueron bregados dieciocho toros de Diego Gamarra por la mañana y otros doce por la tarde, lidiados por los varilargueros Juan de Luna, José Daza y Nicolasa Escamilla, «La Pajuelera» a quien le correspondieron dos toros; la actuación está recogida en un significativo documento que Patrimonio Nacional guarda en el Archivo General de Palacio de Madrid, revelado por Diego Ruiz Morales (documentalista) y citado en 1996 por José Delfín Val en su obra Lanzas, Espadas y Lances:

[…] retirados estos, a ejemplo de lo que se practicó en las fiestas del año pasado (1747) salga en traje decente a quebrar garrochones a dos toros Nicolasa Escamilla, de estado soltera en esta corte, con beneplácito de su padre, como lo ejerció el año pasado en Valdemoro en una de sus fiestas, con lucimiento y destreza del caballo y aplausos de todos los concurrentes [...]
José Delfín Val Santiago

En 1911 Antonio García Boiza menciona en el ensayo biográfico «Don Diego Torres de Villarroel» la actuación en Salamanca en 1758 de una dama francesa apodada Pajuelera en una corrida de toros organizada por la Orden Tercera del Carmen —orden de los Carmelitas Descalzos—. El legajo recoge las deliberaciones y acuerdos del claustro de la universidad salmantina sobre unos pagos a Torres Villarroel en los que se alude a un acuerdo adoptado por el claustro sobre la asistencia a la corrida de toros desde los balcones que la universidad tenía para tal propósito en la Plaza Mayor salmantina festejo en el que actuaba La Pajuelera. Tras deliberar y abandonar el claustro parte de los asistentes por considerar indecorosa la actuación de la torera, el claustro acordó mediante votación secreta de cuarenta y un miembros la asistencia no pro Universitate en los balcones, pero no puso impedimento a la asistencia particular.

Según documentación propiedad de un coleccionista taurino encontrada en Sevilla, La Pajuelera torea en la Plaza de toros de la Puerta de Alcalá (Madrid) en 1776 y posteriormente en Zaragoza. Sobre la presencia de la Pajuelera en el mundo del toro hubo diferentes opiniones tanto a favor como en contra, José Daza la mencionó resaltando el aspecto varonil , la entrega y el esfuerzo de la torera; mientras que el citado padre Martín Sarmiento en 1762 la criticó con dureza tachándola de monstruosidad e ignominia para la mujer, crítica recogida años después por José de Vargas Ponce en su obra sobre la tauromaquia «Disertación sobre las corridas de toros» una valiosa recopilación  de referencias históricas y documentos sobre la tauromaquia. José María de Cossío la calificó como la más importante torera del siglo XVIII. José Daza cronista taurino y picador que lidió con La Pajuelera en cambio alaba la destreza y acierto en el manejo de la suerte de varas y el caballo así como el valor demostrado en la lidia por parte la picadora.

## La Pajuelera en el arte

### Dibujo
Se conserva un dibujo preparatorio realizado en sanguina que Francisco Goya realizó de la picadora montada a caballo, el número doscientos treinta y uno, expuesto en el Museo del Prado.

### Grabado
Francisco Goya representó a la picadora con la vara de detener característica de los varilargueros en uno de los grabados al aguafuerte realizados para la colección «La Tauromaquia» la estampa es la número veintidós «Valor varonil de la célebre Pajuelera en la plaza de Zaragoza».

### Poesía
Fernando Soteras poeta y crítico taurino menciona a la Pajuelera en una estrofa del poema que crea para los actos en conmemoración del centenario del fallecimiento de Francisco Goya celebrado el 12 de mayo de 1927 en Zaragoza. El poema se publicó en el Heraldo de Aragón bajo el seudónimo de Juan Gallardo y en un artículo en el semanario taurino «La Fiesta Brava» sobre la corrida goyesca celebrada en Zaragoza como parte de los actos conmemorativos del centenario.

No olvida a Apiñani, ni a la Pajuelera,
ni al audaz Martincho que su amigo fué...
Y la Plaza marcha con su gran chistera...

Sigue imaginando:"¿Qué és lo que veré?"
Fernando Soteras